# София фон Саксония-Лауенбург (1521 – 1571)
Вижте пояснителната страница за други личности с името София Саксонска.
София фон Саксония-Лауенбург (на немски: Sophie von Sachsen-Lauenburg; * 1521; † 13 май или 7 октомври 1571 в Оевелгьоне, днес част от Хамбург) от род Аскани е принцеса от Саксония-Лауенбург и чрез женитба имперска графиня на Графство Олденбург и Графство Делменхорст в Свещената Римска империя.
Тя е четвъртата дъщеря на херцог Магнус I фон Саксония-Лауенбург (1470–1543) и съпругата му Катарина фон Брауншвайг-Волфенбютел (1488–1563), дъщеря на херцог Хайнрих I фон Брауншвайг-Волфенбютел. По-малка сестра е на Доротея (1511–1571), омъжена 1525 г. за крал Кристиан III от Дания и Норвегия, и на Катарина (1513–1535), омъжена 1531 г. за крал Густав I Васа от Швеция.

## Фамилия
София се омъжва на 1 януари 1537 г. в Олденбург за имперския граф Антон I фон Делменхорст и Олденбург (1505 – 1573) от фамилията Дом Олденбург. Те имат децата:
- Катарина (1538 – 1620)

∞ 1561 граф Албрехт II фон Хоя (1526 – 1563)
- Анна (1539 – 1579)

∞ 16 февруари 1566 граф Йохан Гюнтер I фон Шварцбург-Зондерсхаузен (1532 – 1586)
- Йохан VII (1540 – 1603)

∞ 1576 Елизабет фон Шварцбург-Бланкенбург (1541 – 1612), дъщеря на граф Гюнтер XL фон Шварцбург.
- Христиан (1544 – 1570)
- Клара (1547 – 1598)
- Антон II (1550 – 1619)

∞ 1600 Сибила Елизабет фон Брауншвайг-Даненберг (1576 – 1630)